# Szemenhkaré
Szemenhkaré (uralkodói nevén Anhheperuré, ur.: kb. i. e. 1336–1333) ókori egyiptomi fáraó, az újbirodalmi XVIII. dinasztia fáraója az Amarna-korban. Szemenhkaré helyéről az amarnai fáraók sorrendjében megoszlik az egyiptológusok véleménye: a 19–20. században úgy gondolták, hogy Szemenhkaré Ehnatont követte a trónon, a 21. századra azonban a többség azt tartja valószínűbbnek, hogy Ehnaton társuralkodója volt és még Ehnaton halála előtt ő is elhunyt. Személyazonosságának kérdése is rengeteg vitát vetett fel; egy időben azonosnak tartották az Amarna-kori Nofernoferuatonnal, mára azonban tisztázódott, hogy Szemenhkaré és Nofernoferuaton két különböző személy voltak.

## Személye
Azonosítását megnehezíti, hogy Ehnaton rejtélyes társuralkodója két néven is szerepel: az egyik Anhheperuré Szemenhkaré, a másik pedig Anhetheperuré Nofernoferuaton. Mivel az Anhetheperuré uralkodói név az Anhheperuré női változata, a Nofernoferuaton pedig Ehnaton feleségének, Nofertitinek volt az egyik neve, feltételezték, hogy Nofertiti lépett trónra Szemenhkaré néven, férfiként ábrázoltatva magát. James Allen legutóbbi kutatásai alapján azonban úgy tűnik, Szemenhkaré és Nofernoferuaton két különböző személy voltak, egy férfi és egy nő.
A legvalószínűbb feltételezés szerint Szemenhkaré III. Amenhotep fia, így Ehnaton öccse (édes- vagy féltestvére). Más feltételezések szerint lehet, hogy Ehnaton fia egy mellékfeleségétől, talán Kiától, ez esetben azonban valószínűleg viselné „a király fia” címet, ami azonban egy feliratán sem tűnik fel; az egyetlen, ami Ehnatonhoz fűződő kapcsolatára utal, az, hogy több helyütt „Waenré kedveltjé”-nek nevezi magát (a Waenré Ehnaton uralkodói nevének egyik eleme). Ezenkívül – amennyiben a KV55-ös sírban talált múmia az övé, mint az valószínű – kora alapján még Ehnaton trónra lépése előtt kellett születnie, ami egyrészt megkérdőjelezné trónutódlása törvényes voltát, másrészt lehetséges, hogy Ehnaton Szemenhkaré születésekor még nem volt annyi idős, hogy gyermeke lehessen.
Mivel neve inkább tűnik felvett névnek, mint születéskor kapottnak, felvetették, hogy Szemenhkaré esetleg azonos a hettita herceggel, Zannanzával, akit a hettita feljegyzések szerint Egyiptom özvegy királynéja férjül kért és akit később meggyilkoltak; a legelfogadottabb elmélet szerint azonban a hettita leveleket Tutanhamon özvegye írta mintegy tíz évvel később, így Zannanza nem lehetett Szemenhkaré.

## Uralkodása
Szemenhkaré és Ehnaton neve egyetlen fennmaradt leleten tűnik fel együtt, egy Tutanhamon sírjából származó edényen, melyről később mindkettejük nevét megpróbálták eltüntetni. Ez önmagában még nem bizonyítaná a társuralkodást; fennmaradt azonban egy sztélé, mely eredetileg Ehnatont, Nofertitit és Meritatont ábrázolta; Nofertiti neve helyére később Szemenhkaréét írták, Meritatonét pedig húgáé, Anheszenpaatoné váltotta fel.
Az egyetlen fennmaradt évszám, ami Szemenhkaré uralkodására utal, egy korsó felirata, mely Szemenhkaré 1. uralkodási évét említi. Neve hat pecséten is fennmaradt, míg képe Heruef amarnai sírjában, ahol Meritatonnal együtt ábrázolták. Mivel Nofernoferuaton 3. uralkodási évét említik Paré, Ámon papja thébai sírjában (TT139), úgy tűnik, Szemenhkaré Nofernoferuatont váltotta fel társuralkodóként annak 3. uralkodói éve után.
Szemenhkaré feleségül vette Ehnaton legidősebb leányát, Meritatont, akinek lánya, Meritaton Ta-serit lehetséges, hogy kettejük közös gyermeke. Egyes feltételezések szerint Szemenhkaré fia volt Tutanhamon, múmiáik ugyanis nagyban hasonlítanak egymásra, de valószínűbb, hogy testvérek voltak, mert nem biztos, hogy volt köztük akkora korkülönbség, ami lehetővé tette volna, hogy apa és fia legyenek. Meritaton túlélte Ehnatont, de nem sokkal később meghalt, és Szemenhkaré feltehetőleg feleségül vette a sorban következő hercegnőt, Anheszenpaatont, nem sokkal később azonban Szemenhkaré is meghalt.

## Sírja és múmiája

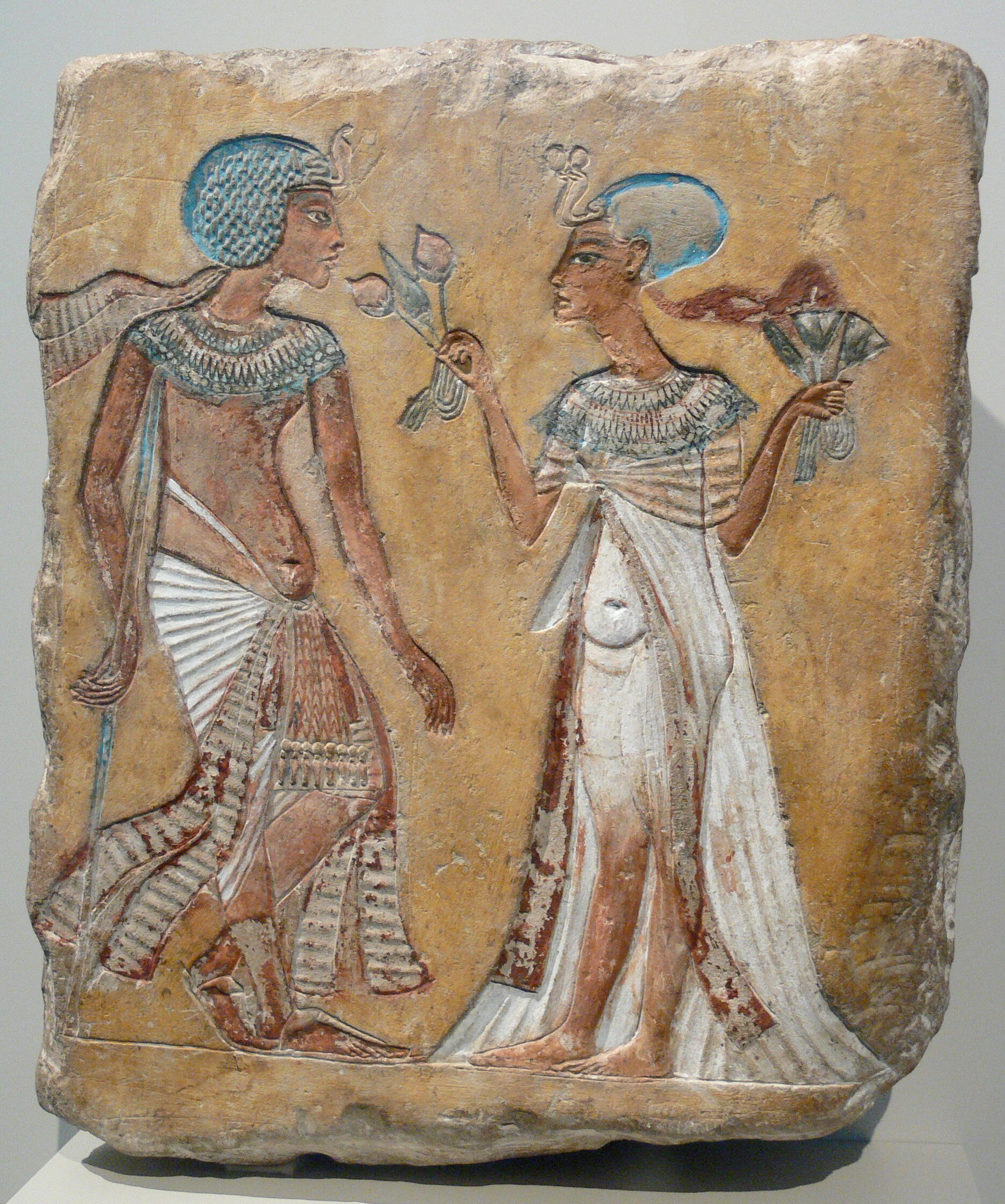
Amarnai királyi pár, feltehetőleg Szemenhkaré és Meritaton

Szemenhkaré múmiája nincs meg. Egy múmiát, melyet sokáig az ő múmiájának tartottak, 1907-ben talált Theodore M. Davis és Edward R. Ayrton abban a sírban, melyet ma Királyok völgye 55 néven ismerünk. A sírban, mely királysírhoz képest kisméretű volt, Amarna-kori tárgyakkal körülvéve egy rossz állapotban lévő múmiát találtak. A neveket a temetés után a legtöbb helyről kivésték; hogy a vandalizmus nem sírrablók munkája volt, kitűnt abból, hogy az értékes tárgyakat nem vitték el, a sírt pedig később gondosan lepecsételték. A múmiát előbb Tije királyné testének tartották, majd, miután kiderült, hogy férfimúmia, feltételezték, hogy Ehnaton az. Későbbi vizsgálatok alapján úgy tartották, hogy a húszas éveiben halt meg, ami kizárta volna, hogy Ehnaton az, mert ő tizenhét évig uralkodott és nem gyermekként lépett a trónra. Ezután sokáig a legelfogadottabb feltételezésnek számított, hogy Szemenhkaré testét találták meg, a 2010-ben publikált DNS-vizsgálatok azonban azt bizonyították, a múmia III. Amenhotep és Tije egy fiáé és Tutanhamon apjáé, ami leginkább Ehnatonra illik; halálakor idősebb volt, mint régebben gondolták.
Tutanhamon sírkincsei közt több olyan is van, melyeket Szemenhkarétól tulajdonítottak el, köztük a középső koporsó is.